# Sylvester Ryan
Sylvester Donovan Ryan (ur. 3 września 1930 w Avalon, Kalifornia) – amerykański duchowny katolicki, biskup Monterey w Kalifornii w latach 1992-2006.

## Życiorys
Święcenia kapłańskie otrzymał 3 maja 1957 z rąk kardynała Jamesa McIntyre'a i inkardynowany został do archidiecezji Los Angeles. Od roku 1986 był rektorem archidiecezjalnego seminarium duchownego Saint John's College Seminary. 
17 lutego 1990 papież Jan Paweł II mianował go biskupem pomocniczym Los Angeles ze stolicą tytularną Remesiana. Sakry udzielił mu jego ówczesny zwierzchnik kard. Roger Mahony. 
28 stycznia 1992 mianowany ordynariuszem Monterey. 19 grudnia 2006 przeszedł na emeryturę.